# Jazz-Baritonsaxophon
Der Begriff Jazz-Baritonsaxophon bezeichnet die Rolle des Baritonsaxophonspiels im Jazz.

## Die Ursprünge und Traditionslinien des Jazz-Baritonsaxophons
Als erster nennenswerter Baritonsaxophonist gilt Harry Carney (1910–1974), der lange Zeit im Duke Ellington Orchestra spielte und mit dessen Geschichte und Klang auf das Engste verbunden war. „Er blies sein Instrument mit all der Stärke und Rauheit, die darin steckt“, schrieb Joachim-Ernst Berendt; sein Stil ist nach dessen Einschätzung im Wesentlichen nichts anderes als die Übertragung des Coleman Hawkins/Don-Byas-Stils auf das Baritonsaxophon.
Mit dem Bebop kamen einige Baritonsaxophonisten auf die Szene; es war zunächst Serge Chaloff (1923–1957), der als Erster einen eigenständigen Bariton-Stil schuf. „Chaloff gilt als der eigentliche Harmoniker unter den modernen Baritonsaxophonisten“, schrieb Berendt in der ersten Ausgabe seines Jazzbuchs 1953, „der Rhythmiker ist Leo Parker (1925–1962), der Melodiker schließlich Cecil Payne (1922–2007)“. Leo Parker brachte die rhythmisch-vitale Tradition Harlems ein, Payne spielte die rasenden und nervösen Phrasen des Bebop auf dem komplizierten Instrument.
Der Baritonsaxophonist des Cool Jazz ist Gerry Mulligan (1927–1996); er repräsentiert nach Meinung von Brian Priestley einen der Höhepunkte der Geschichte des Instruments. Im Vergleich zu Chaloff, Parker und Payne klang Mulligan immer wie ein Produkt der Swingära; auch nimmt er Bezug auf die Phrasierung des Bass-Saxophonisten Adrian Rollini. „Sein rhythmisches und melodisches Geschick macht ihn zum Zoot Sims des Baritonsaxophons“ (Priestley).
Als der eigentliche Baritonsaxophonist des West Coast Jazz gilt der früh verstorbene Bob Gordon (1928–1955); die Alben, die er mit dem Tenorsaxophonisten und Arrangeur Jack Montrose in dessen Quintett gemacht hat, gelten nach Berendts Meinung zu den bemerkenswertesten Combo-Aufnahmen des Westcoast Jazz. Weitere Baritonsaxophonisten dieser Stilrichtung waren Bud Shank und Jimmy Giuffre; für sie war es allerdings immer ein Nebeninstrument. Giuffre blies eines seiner beeindruckendsten Soli auf dem Bariton, „I Only Have Eyes for You“. An der Ostküste – und später in Dänemark – wirkte Sahib Shihab (1925–1989).
Als einflussreichster Baritonsaxophonist für die nachfolgende Generation gilt Pepper Adams (1920–1974). Dessen „sägender Sound“ war stilbildend; er ging 1957 aus dem Kenton Orchester hervor, dort nannte man ihn wegen seines ungewöhnlichen Stils „The Knife“. Mel Lewis erinnert sich: „Er stach und schlug, und bevor er fertig war, hatte er alles in Stücke geschnitten“
Adams war Vorbild für nachfolgende Musiker wie Ronnie Cuber, Charles Davis, Bruce Johnstone, Jack Nimitz und Nick Brignola.
In den 1970er Jahren beherrschten vor allem Rockjazz-Baritonsaxophonisten wie Ian Underwood und Jim „Motorhead“ Sherwood in Zappas Mothers of Invention die Szene. Schließlich war in Europa der Engländer John Surman (* 1944) der wichtigste Baritonsaxophonist der 1970er Jahre; allerdings wurde später das Sopransaxophon sein Hauptinstrument. Er hat den bis dahin (scheinbar) begrenzten Tonraum des Instruments, bis in die überblasenen Regionen des tenorähnlichen Spiels und darüber hinaus erweitert. Weitere Musiker der 1970er und 1980er Jahre, die auch das Baritonsaxophon einsetzten, waren Henry Threadgill, Mwata Bowden, Fred Houn, John Oslawski und der deutsche Bernd Konrad.
Zu den herausragenden Baritonsaxophonisten der US-amerikanischen Szene zählt Hamiet Bluiett (1940–2018), der aus der Black Artists Group hervorging. Nach Berendt verfügt er „über den machtvollsten Bariton-Ton seit Harry Carney. Er bläst sein Horn mit jener vibrierenden Heftigkeit und jenem Volumen, wie man es gewöhnlich mit Big Band-Baritonisten verbindet.“ In seinem „neoklassizistischen“ Spiel, zu hören auch ab 1976 im World Saxophone Quartet, vereint er viele Stile, Free und Blues, Bop und Swing, Dixie und Soul.
Baritonsaxophon spielen auch Julian Argüelles, Céline Bonacina, Peter Brötzmann, Ernie Caceres, Claire Daly, Bruce Grant, Lars Gullin, George Haslam, Günter Kronberg, Stephen Kupka, Scott Robinson, Ronnie Ross, Steffen Schorn, Gary Smulyan und Joachim Zoepf.

## Wichtige Alben des Jazz-Baritonsaxophons in der LP- und CD-Ära
- Pepper Adams: Encounter! (OJC, 1968)[5]
- Pepper Adams: Conjuration (Reservoir, 1983)
- Hamiet Bluiett: Birthright (India navigation, 1977) solo
- Hamiet Bluiett: Live at Knitting Factory (Knitting Factory Rec., 1997)
- Harry Carney/Duke Ellington: Such Sweet Thunder, (Columbia, 1959)
- Serge Chaloff: Serge Chaloff Memorial (Cool & Blue, 1946–1949)
- Serge Chaloff: Blue Serge (Capitol, 1956)
- Bob Gordon: Bob Gordon Memorial mit Jack  Montrose, Herbie Harper, Jimmy Rowles (Fresh Sound, 1953/54)
- Gerry Mulligan/Chet Baker: The Original Quartet (Blue Note, 1952/1953)
- Gerry Mulligan: Mulligan Meets Monk (OJC, 1957)
- Gerry Mulligan/Art Farmer: What Is There to Say? (Columbia, 1958/1959)
- Cecil Payne: Patterns of Jazz (Savoy, 1956)
- Leo Parker: Rollin´ with Leo (Blue Note, 1961)
- Sahib Shihab:; Jazz Shihab (Savoy, 1957)
- John Surman: Upon Reflection (ECM, 1979), The Amazing Adventures of Simon Simon (ECM, 1981)
- World Saxophone Quartet: W.S.Q. (Black Saint, 1980)
- John Williams: Baritone Band (Spotlite 2000, mit John Surman, Chris Biscoe, Alan Barnes, Andy Panayi, Alan Wakeman)
- Tini Thomsen The Long Ride (339 Records, 2017)